# گارگانتوا و پانتاگروئل
گارگانتوا (به فرانسوی: La vie de Gargantua et de Pantagruel) نام یک رمان پنج جلدی که توسط فرانسوا رابله، نویسندهٔ اهل فرانسه نوشته شده است.